# Al-Mīrtulī
Abū ʽImrān al-Mīrtulī, più noto come al-Mīrtulī e conosciuto anche come al-Mārtulī, Abū ʽImrān, al-Zāhid (lett. "l'Asceta") e al-Fāḍil (lett. "il Virtuoso") (Mūsā ibn Ḥusayn ibn Mūsā ibn ʽImrān ibn Abī Marwān al-Qaysī al-Mīrtulī; Mértola, 1128 – Siviglia, 22 novembre 1207), è stato un mistico e poeta arabo.
Nato nel Gharb al-Andalus (attuale Portogallo), esponente del Sufismo dell'al-Andalus, al-Mīrtulī è stato uno dei maestri spirituali del grande mistico e metafisico islamico Ibn ʿArabī.

## Biografia
Poco si sa del periodo che al-Mīrtulī passò a Mértola, città dell'attuale regione portoghese denominata Alentejo, se non che nell'occidente iberico egli fu seguace del capo politico e guida spirituale Ibn Qasī di Silves, durante uno dei periodi dell'al-Andalus caratterizzati dal proliferare di regni e potentati indipendenti, ognuno dei quali denominato taifa.
Quando, nel 1151, Mértola venne conquistata dagli almohadi, che sconfissero Ibn Qasī, al-Mīrtulī si trasferì a Siviglia, capitale iberica dello stesso impero degli almohadi.
Si dedicò a una vita ascetica e ritirata dalla società per diversi decenni. Insegnò ed ebbe diversi discepoli, tra i quali il giovane Ibn ʿArabī. Questi, tra il 1172 e il 1194, si formò proprio a Siviglia, apprendendo da al-Mīrtulī l'ascetismo, mentre l'insegnamento dottrinale gli veniva impartitto da un altro maestro sufi nato nel Gharb al-Andalus, al-ʿUryābī (anche noto come al-ʿUrianī) e quello pratico da Ibn Qassūm.
Noto per le sue poesie dal carattere ascetico e sapienziale, al-Mīrtulī era un conoscitore del Corano, dei commenti al libro sacro dell'Islam, degli aḥādīth e del fiqh.
La sua santità era nota e la sua barakah era cercata dai governanti del suo tempo, come avvenne nel caso del re almohade e amazigh Yaʿqūb al-Manṣūr, il quale visitò a tal fine al-Mīrtulī, prima della vittoriosa Battaglia di Alarcos (1195).